# Peter Hoeltzenbein
Peter Hoeltzenbein, né le 7 avril 1971 à Münster, est un rameur d'aviron allemand. 

## Carrière
Peter Hoeltzenbein participe aux Jeux olympiques d'été de 1992 à Barcelone et remporte la médaille d'argent en deux sans barreur avec Colin von Ettingshausen.